# 锁南藏卜
锁南藏卜（藏語：བསོད་ནམས་བཟང་པོ་，威利转写：bsod-nams bzang-po，?—?），又译琐南藏卜、唆南藏卜，藏族，元朝藏传佛教萨迦派白兰王。锁南藏卜是乌思藏萨斯迦（今西藏自治区萨迦县）昆氏（hKhon）家族人。
他是达尼钦波桑波贝第六妻玛久仁达玛·拉久尼玛仁钦之子，号都却拉章。他生在内地，少年出家，封为国公。元英宗时还俗。至治元年（1321年）封为白兰王，给金印。泰定三年（1326年），尚布达干公主。领西番三道宣慰司事，派驻朵甘思之地。